# Club JONR
Club JONR（クラブ・ジェイ・オー・エヌ・アール）とは、朝日放送ラジオ（ABCラジオ）で2009年10月10日深夜（10月11日未明）から2011年10月1日（10月2日未明）まで毎週土曜深夜に放送された番組。番組タイトルの“JONR”はABCラジオのコールサインである。
番組開始から2010年4月3日（4月4日未明）までは、26:00 - 28:00の2時間番組だったが、同年4月10日（4月11日未明）から最終回までは、26:30 - 28:00の1時間半枠で放送した。

## 概要
1951年に放送を開始したABCラジオでは、長年にわたって関西の深夜ラジオ番組文化の象徴とされた『ABCヤングリクエスト（ヤンリク）』など、数多くの名番組を放送。特に、1966年4月から1986年10月まで放送された『ヤンリク』は、その時々のABC（現：ABCテレビ）若手アナウンサーにとっての登竜門になっていた。

### 内容
番組では、ABCラジオの看板番組『おはようパーソナリティ道上洋三です』（『おはパソ』）などで知られる道上洋三をナビゲーターに、『ヤンリク』でパーソナリティを経験した同局の元アナウンサーが週替わりで出演。放送当時・アナウンサー時代のエピソードや、およそ60年にわたるABCラジオの歴史を紐解きながら、洋楽・邦楽を問わず新旧の曲を流していた。

### 出演者
週替わりで登場する元アナウンサーは、同局でアナウンス室以外の部署に勤務中の管理職か、定年で退職したOB。いずれも久々の番組出演になることから、当番組の放送開始前後には、『朝日新聞』（関西版）、『毎日新聞』（関西版）、ABCラジオ『桑原征平粋も甘いも』（2009年10月22日放送分）、ABCテレビ『おはようコールABC』（2009年10月28日放送分「桂紗綾が行く」）で特集を組んだ。

### 放送コメント
オープニングでは、現在までにABCラジオで放送された番組・実況音源の一部（『おはようパーソナリティ道上洋三です』のオープニングコールやプロ野球・競馬中継の実況など）をランダムに流しながら、道上が無線風に"JONR"と連呼。その後、タイトルコールをはさんで、「もう1度マイクの前へ、もう1度ラジオの前へ。いつかどこかで耳にした、心に残るあの声、あのフレーズ。きっと出会える、真夜中のラジオ　Club JONR」という口上から本編に入った。
エンディングでは、道上が次回登場予定の元アナウンサーについて、異動後の略歴と近況を紹介。「今夜も遅くまでお聴きいただきましてありがとうございました。引き続きABCラジオでお楽しみ下さい。JONR」というかつてのヤンリク担当のアナウンサーによる生での放送終了アナウンスを彷彿させるエンディングコールで、番組を締めくくていた。なお、最終回のエンディングコールでは、「今夜も遅くまで」を「これまで」に変えている。

### コーナー
道上以外の元アナウンサーが出演する場合には、道上がオープニングとエンディングのみ登場。放送時間の大半を、元アナウンサーが1人だけで進行するパートに充てていた。その場合には、道上の紹介で懐かしの楽曲を1曲流した後に、元アナウンサーがその曲にまつわるエピソードからフリートークを開始。トークの内容は、自己紹介、朝日放送のアナウンサーになるまでのいきさつ、新人時代の苦労話から、アナウンサーを“卒業”してからの活動、趣味、ライフワークにまで及んだ。
2010年3月までは、2時台の後半に、『ヤンリク』の「命を賭けてる60秒」（レコード会社のプロモーターが自社の新譜を1人60秒以内で宣伝したコーナー）の流れを汲む「命を賭けてた60年代」を挿入（元アナウンサーのパートとは別に収録）。1960年代に日本の音楽業界で活躍した元プロモーターが、月替わりで当時の音楽・ラジオ業界の裏話を語った模様を、毎月4回に分けて放送していた。
「命を賭けてた60年代」が終了すると、同コーナーの内容にまつわる楽曲を1曲流してから、元アナウンサーが再び登場。自身の選んだ楽曲をはさみながら、エンディングまで前述のフリートークを続けていた。
2010年4月の改編で、放送時間を短縮。道上の声は、全編に出演する場合を除いて、オープニングとエンディングのコールで流れるだけになった。また、「命を賭けてた60年代」の放送枠を、3時の時報直後に移動した。なお、「命を賭けてた60年代」は、当番組より先に2011年9月24日の放送で終了している。

### 備考
公式サイトに掲載されている番組タイトルのうち、“JONR”にはABC初代ロゴの書体を使っている。また、番組内のCM枠は、3時の時報前に1分ほど設定されただけである。
番組開始当初は、道上出演のパートで、当番組に対するリスナーやメディアからの反響を紹介。元アナウンサー出演のパートでは、『ヤンリク』を聞いて育った世代を中心に、リスナーからのメッセージを随所で取り上げていた。3時台の前半に『ヤンリク』のオープニング音源（女声による「ハガキで当てよう　車と1万円」というフレーズ、タイトルコール、奥村チヨや岡本リサによるテーマソング入り）が流れると、元アナウンサーが改めて挨拶。それから、同番組のパーソナリティに選ばれるまでの裏事情や、同番組で印象に残った企画などの思い出話を披露していた。放送回によっては、かつてのアシスタントや、『ヤンリク』時代に活躍した歌手がゲストで登場することもあった。
なお、2011年3月までは、「命を賭けてた60年代」の直後に通信販売コーナー「大人買いショッピング情報」を設定。『ヤンリク』や「命を賭けてた60年代」で取り上げたアーティストの楽曲を収めたCDセットを、パーソナリティが紹介していた。道上以外の元アナウンサーがパーソナリティを務める場合には、ハガキで募集する番組に慣れ親しんだ世代のせいか、受付用のメールアドレスを慎重な口調で紹介することが多かった。

## 出演者
肩書や部署名は朝日放送での名称。道上以外の元アナウンサーは、人事異動でアナウンサーを降りた後の略歴を記述（当番組での自己紹介より）。

### 番組終了時点
ナビゲーター
- 道上洋三（エグゼクティブ・アナウンサー兼常勤顧問、元取締役）
  - 第1回放送では、パーソナリティとして全編に出演。スポーツアナウンサー時代の思い出話を語った。以降も、当番組の最終回（2011年10月1日）など、放送回によってはパーソナリティを兼ねることがあった。

週替わりパーソナリティ（出演順）
- 金木賢一（秘書室を経て国際室アドバイザー、大阪日伊協会の事務局長も兼務）
  - 2009年10月24日放送の当番組で、15年振りに番組出演。最終出演日は2011年9月3日。
- 成宮恒雄（『ヤンリク』や演芸番組のディレクターなどを経て、総務局ISO事務局長として環境キャンペーンを展開。2010年3月末の定年退職後も、嘱託扱いで勤続。2011年4月の人事異動でラジオ局に復帰した）
  - 2009年10月31日放送の当番組で、30年振りに番組出演。最終出演日は2011年9月10日。
- 西野義和（報道局局次長兼担当部長、編成本部番組予算管理担当を経て、2010年4月よりアナウンスセンター長に就任、2012年3月で定年退職）
  - 2009年11月7日放送の当番組で、9年振りに番組出演。2010年4月の人事異動で、アナウンスセンター長として、10年振りにアナウンス関連の部署へ復帰。以降の放送では、同年度以降に朝日放送へ入社したアナウンサー（2010年度：塚本麻里衣・角野友紀、2011年度：平岩康佑・古川昌希）を、自己紹介を兼ねてゲスト扱いで登場させることがあった。最終出演日は2011年9月17日。
- 中原秀一郎（編成局次長兼PR委員会事務局長を経て、2010年11月から監査役会事務局次長に就任）
  - 2009年11月14日放送の当番組で、8年振りに番組出演。最終出演日は2011年9月24日で、当番組終了後の2011年11月から2012年3月まで、「おっちゃんラジオ」水曜日『中原秀一郎のビッグ・ウェンズデー』のパーソナリティとして当番組の系譜をつないだ。定年退職後も、2019年1月31日まで5年間嘱託扱いで勤続したほか、『朝も早よから 中原秀一郎です』（『おはパソ』の前枠に編成された生ワイド番組）などのラジオ番組でパーソナリティを担当。

### 過去
- 嶋田崇彦（総務局専任局長などを経て退職後顧問に就任、番組開始から2010年3月まで出演）
  - 2009年10月17日放送の当番組で、1週替わりパーソナリティの1人として、8年振りに番組出演。2回目（同年11月28日放送分）からは、自ら取材した模様を収めた音源や、ライフワークの「都市と文化」をテーマにしたシリーズ企画も放送していた。しかし、2010年3月14日のABCラジオスプリングフェスタでの公開録音を最後に、当番組を降板した。
- 石原勝（東京支社報道部の国会担当記者、ラジオ局編成制作部のプロデューサー、報道局『ABC朝日ニュース』デスクを経て、2010年4月からNPO法人ABC音楽振興会へ出向）
  - 編成制作部時代に一時、アナウンス部との兼務扱いで、『ABCラジオショッピング おはよう夢市場〜石原勝です!』に出演（2009年3月まで）。同年11月21日の放送から当番組へ登場した。しかし、出向先の職務が多忙なことを理由に、2011年5月10日の放送で降板。

番組開始当初、現役アナは道上1人であった。しかし、西野のアナウンスセンター長就任（事実上アナウンサー復帰）によって、2010年4月からは現役アナが2人になった。なお最終回には、上記のパーソナリティ経験者全員のコメントを、リクエスト曲とともに放送している。
| 朝日放送ラジオ（ABCラジオ） 土曜26時（日曜2時）前半枠（2009.10 - 2010.3） | 朝日放送ラジオ（ABCラジオ） 土曜26時（日曜2時）前半枠（2009.10 - 2010.3） | 朝日放送ラジオ（ABCラジオ） 土曜26時（日曜2時）前半枠（2009.10 - 2010.3） |
| 前番組                                                                    | 番組名                                                                    | 次番組                                                                    |
| ------------------------------------------------------------------------- | ------------------------------------------------------------------------- | ------------------------------------------------------------------------- |
| ABCアシッド映画館                                                         | Club JONR                                                                 | モンスターエンジンのバリバリラジオ                                        |
| 朝日放送ラジオ（ABCラジオ） 土曜26時（日曜2時）後半枠（2009.10 - 2011.9） |                                                                           |                                                                           |
| KINGKONG'S HONYA RADIO                                                    | Club JONR                                                                 | エンカメ・こころの歌 （月曜21:30 - 22:00から移動）                        |
| 朝日放送ラジオ（ABCラジオ） 土曜27時（日曜3時）枠（2009.10 - 2011.9）     |                                                                           |                                                                           |
| 不明                                                                      | Club JONR                                                                 | よしもと下克上 （TBSラジオ制作）                                          |